# Prionostemma frizzellae
Prionostemma frizzellae is een hooiwagen uit de familie Sclerosomatidae.